# Křížová cesta (Netín)
Křížová cesta v Netíně, okres Žďár nad Sázavou, se nachází v severní části obce. Spolu s kostelem a alejí lip je chráněna jako nemovitá Kulturní památka České republiky.

## Historie
Křížová cesta je tvořena čtrnácti žulovými zastaveními, která se skládají ze soklu, pilíře a kamenné kapličky. V té je umístěna malba pašijového obrázku na plechové podložce. Zastavení doplňují lipovou alej lemující cestu od kostela Nanebevzetí Panny Marie k hrobce Lobkoviců.
Počet stromů lípy srdčité v aleji je 24, z toho 2 nově vysázené po vyvrácených v roce 2002. Průměrná výška stromů je 18 metrů.